# Фачи-Малтауре (Виченца)
Фачи-Малтауре је насеље у Италији у округу Виченца, региону Венето.
Према процени из 2011. у насељу је живело 63 становника. Насеље се налази на надморској висини од 734 м.